# Calais RUFC
Calais Racing Union FC (Calais RUFC) was een Franse voetbalclub uit Calais. De club kwam in 1974 tot stand na een samengaan van Racing Club Calais (in 1902 tot stand gekomen na het samengaan van FC Calais en SC Calais) en Union Sportive Calais. Tussen 1933 en 1938 speelde Calais als profclub in de tweede divisie van het Franse voetbal. In september 2017 werd de club opgeheven.
Groot opzien baarde Calais RUFC in het seizoen 1999/2000 in de Coupe de France waar het als vierde divisionist (amateurs) de finale wist te bereiken na onder anderen de profclubs Lille OSC, AS Cannes (tweede divisie) en in de kwart- en halve finales de eerste divisionisten RC Strasbourg en Girondins de Bordeaux uitgeschakeld te hebben, en waar op 7 mei 2000 in het Stade de France in Saint-Denis met 2-1 werd verloren van (ook eerste divisionist) FC Nantes.
In het seizoen 2006/07 wist Calais RUFC als kampioen vanuit de CFA, groep A (amateurs, vierde divisie) naar de Championnat National (derde divisie) te promoveren. De club zakte daarna weer twee klassen lager, maar kon in 2014 terugkeren naar de CFA.
Oud-leden richtten een nieuwe club op Calais FC Hauts-de-France die in 2023 fuseerde met Grand Palais Pascal FC tot RC Calais. 

## Erelijst
Coupe de France : finalist in 2000
Kampioen Derde divisie Noord in 1981
Kampioen CFA, Groep A (vierde divisie)in 2007
Kampioen CFA 2, Groep A (vijfde divisie)in 1988, 1998, 2003